# アンジュ・ヴィエルジュ
アンジュ・ヴィエルジュ（Ange Vierge）は、メディアファクトリーが2013年10月4日に発売したトレーディングカードゲーム。

## 概要
アンジュ・ヴィエルジュは2人で対戦するトレーディングカードゲーム（TCG）。企画・開発を富士見書房が、発売・販売をメディアファクトリーが、ゲーム開発を遊宝洞が行っている。略称はアンジュ。
2013年8月16日、プロダクションI.G・ポイントピクチャーズ制作のプロモーションアニメ公開。
カードはプログレスカードとアクションカードの2種類のみであり、シンプル&スピーディなゲームシステムと公式サイトにて称している。
カードのイラストは美少女となっているが、他のアニメなどのキャラクターを用いないオリジナルキャラクターである。
2014年12月6日にアニメ化プロジェクト始動が発表される。
2017年4月20日、公式サイトに「TCG商品展開休止のお知らせ」が掲載され、次のTCG関連の商品展開の目処は立ってない状態であるが後述のゲームアプリ上では更新継続中となっている。

## 基本的なルール
プレイヤーは54枚丁度のメインデッキを構築する。エクシードデッキは0～10枚で構築する。レベル0のプログレスカードを4枚丁度、レベル0ではない'リンクフレーム'を持つカードを16枚丁度入れなければいけない。
ゲーム開始時にお互いのプレイヤーはレベル0のプログレス（プログレスカード）4枚を配置する。
先行プレイヤーは山札から手札が5枚になるように引く。後攻プレイヤーは山札から手札が6枚になるように引く。先行プレイヤーはエナジーゾーンに1枚エナジーを置く。後攻プレイヤーはエナジーゾーンに2枚エナジーを置く。エクシードカードを先行プレイヤーが1枚、後攻プレイヤーが2枚表側にする。このゲームは自分のプログレスにて相手のプログレスへ攻撃するが、攻撃できるのは正面のプログレスに対してとなる。
自分のターンに山札から2枚ドローする（ドローフェイズ）、その後山札からカード1枚をエナジーゾーンに配置する（エナジーフェイズ）。
メインフェイズでは、場にあるプログレスを捨札に置き、その場に手札から新たなプログレスを配置することができる。
エクシードフェイスでは、エクシードカードをプレイ出来る（ターンプレイヤーのみメインフェイズでも可能）。
アタックフェイズにて、自分のプログレスを選択し、相手に攻撃をかける。自分のプログレスのパワーが相手のパワー以上の数値であればアタックは成功となる。このときプログレスカードに記載されるストライクという数値分だけ相手の山札をめくり、リンクフレームを持つカードは相手の捨札へ、リンクフレームを持たないカードを相手のダメージゾーンへ置く（アタックに成功しても相手のプログレスはそのままである）。
また、アタック時に自分のプログレスがリンクの能力を持つのならばリンクの使用宣言を行い、カードに記載された枚数を山札からめくり、めくったカードのリンクフレームのアイコンの種類と枚数を判定する。これが条件を満たすのであれば、リンク能力の効果が発動する。めくったカードは自分の捨札に置く。
こうして相手のダメージゾーンにカードを8枚置けば勝利となる。
山札の消費が激しいゲームであり、山札がなくなった場合は捨札からリンクフレームのあるカードを1枚ゲームから除外し、捨札を新たな山札とする。

## キャラクター

### アニメ版の登場キャラクター
《光使い》蒼月紗夜（そうげつ さや）
声 - 寿美菜子
本作の主人公。青の世界（地球）の住人。ある日、突然光を操るエクシードに目覚め青蘭学園へやって来る。ライトセーバーのような光の剣などを操る。当初は何もない日常に戻りたくない一心で特別になろうと焦る。日々の訓練の成果が出ない状況で、連携が必須であるパートナーの天音の気楽さにもっとしっかりしてほしいと苛立ちそっけなく接する。闇堕ちした日向美海に心の脆さや何でも天音のせいにする非を突かれ精神、実力の両面で追い詰められるが、それが逆に紗夜の「天音に会って謝るんだ」という想いを目覚めさせ、天音のために立ち上がる。その時EXRの力を持つ日向美海を凌ぐ力を発揮し撃破。天音が次元断層に封印されてからはメンバーの中核として同期たちの支えとなる。最終決戦において天音が巨大なウロボロスに取り込まれるが紗夜の暑い説得と叱責を受けて救出した。天音とリンクされて紗夜達はUCからEXRになり巨大ウロボロスを撃破し無事に再会した。
《紅蓮の真祖》アルマリア
声 - 原由実
黒の世界（闇に眠る黒姫の棺）ダークネス・エンブレイスから来たヴァンパイア。血を自在に操るエクシードで大量に所持した輸血パックから技を次々繰り出す（斧、飛び道具、鎌など）。大人びており敬語で話す。天音のことを危なっかしい妹のように思っており、自分が面倒を見なければ駄目だと思っている。吸血鬼だが血を吸うことはアルマリアにとって愛し合う者同士の性交に等しい崇高な行いらしく、頬を赤らめ躊躇する。慕っているソフィーナが闇堕ちし圧倒的な実力で追い詰められ「一緒に世界を滅ぼそう」と甘言をそそのかされるが、誘惑を振り切り紗夜から血を与えられ覚醒、ソフィーナを凌ぐ力を取得、撃破。その後は紗夜の血が吸いたくて仕方がなくぞっこんの様子。エルエルとはたまに紗夜の奪い合いをする仲。
《絆の天使》エルエル
声 - 豊崎愛生
赤の世界（テラ・ルビリ・アウロラ）から来た天使。心が通じ合った友達からエクシードを借りることができる能力「エールフレンド」に目覚めた。天真爛漫で無垢、よく無邪気にはしゃぐ。天音のことを素敵な友達と思っている。紗夜のことは面白い友達と思っている。入学当初友達をいっぱい作ると張りきっており、天音をはじめレミエル、紗夜たちと友となる。闇落ちしたレミエルから厳しい発言と態度を浴びせかけ絶交し、泣き崩れるが紗夜からもう一度信じる心を取り戻し再戦でレミエルに激しい説得と怒りをぶつけて闇落ちから解放した。アルマリアとはたまに紗夜の奪い合いする仲。
《最速を目指すアンドロイド》コードΩ77ステラ
声 - 立花理香
白の世界（システム=ホワイト=エグマ）から来たアンドロイド。オッドアイ。加速のエクシードを持つ。何事も理詰めやデータで考える。常に速さを求めている。天音と紗夜に対して速さが足りないと思っている。最初にステラを天音が起動したことによって天音のことを最初はマザー（お母さん）と呼んでいた。だが、天音が「私の言うことを聞かないステラは嫌い」と言ったことをきっかけでマザーと呼ばなくなった。後に機械であるがゆえの無茶な行動が遠因になっていたことがわかる。紗夜は厳しい叱責を受け、怒るとは愛のムチであると学ぶと共にそれを受け入れて闇落ちしたカレンとセニアを止め救出した際に初めて涙を流しながら、天音の笑顔を思い出した。紗夜のことはおばさんと呼ぶが本人は嫌がった。
《アヴェンジェリア》ナイア・ラピュセア
声 - ブリドカットセーラ恵美
緑の世界（グリューネシルト）から来た銀髪で長髪の軍人。籠手型のエクシードを持つ。ドライでサバサバとしており、何でも「めんどくさい」「適当でいいよ」などと締まりがないが仲間からは頼られており、いざという時には戦う。紗夜に対しては肩の力を抜けばいいのにと思っている。日頃アインスに絡まれ逃げ回っている。実はスーパーエリート軍人で天音に指揮官として教わっており。紗夜達に出会って成長し先を行っていた。自分も変わらなければならいと単身アインス元に赴き一対一の勝負に持ち込み最後は過去のけじめをつけた。沙夜達から熱い信頼を得ている。
《かけだしプログレス》彩城天音（あやしろ あまね）
声- 田村ゆかり
青の世界（地球）の住人。
アニメオリジナルの主人公でαドライバーである。おっちょこちょいで楽観的で、誰に対しても素直で好意的に接し何でも前向きに肯定的に捉える。紗夜ら同期たちにとってその在り方は心の支えとなっている。ウロボロスとの戦いの中で次元断層に封印されてしまう。最終決戦では巨大なウロボロスに取り込まれてが紗夜達の暑い説得と励ましによって次元断層から脱出してリンクを果たし紗夜達がUCからEXRになった。そして無事に帰還した。ちなみにゲームアプリ、『アンジュ・ヴィエルジュ～ガールズバトル～』ではαドライバーからプログレスになっていたことが判明しており。また、リニューアル版メインストーリである「世界ノ敵編」での主人公でもある。
《進化する可能性(プログレス)》日向美海（ひなた みうみ）
声 - 相坂優歌
青の世界（地球）の住人。風を操るエクシードを持つ。青蘭学園の新生徒会長。表裏のない性格で誰からでも慕われる存在。ウロボロスとの戦いの中で闇堕ちさせられ紗夜たちの敵に回り一時は追い詰めるも敗北し正気に戻る。その後は回復に努め、御影に苦戦する紗夜達に援軍として駆けつける。御影を倒し正気に戻させるも、御影との戦いでウロボロスの闇と接触したことにより再び闇堕ちする。紗夜達を圧倒するも最後は天音とのリンクを果たした紗夜達に敗北し、再び正気に戻った。
《天才魔女》ソフィーナ
声 - 石原舞
黒の世界（闇に眠る黒姫の棺）ダークネス・エンブレイスから来たヴァンパイア。天才と呼ばれる実力者で、いつも自分の地位を持ち上げてくれないと気を損ねるツンデレ。妖艶な立ち振る舞いの小悪魔的風貌。アルマリアを可愛がって愛している。闇堕ちしダークネス・エンブレイスを崩壊寸前まで追い詰めるがアルマリアに撃破され正気に戻る。最終決戦では紗夜達に加勢する。
《紅玉の妖精》ルビー
声 - 生田善子
赤の世界（テラ・ルビリ・アウロラ）から来た妖精。天使とは違い妖精らしい白色の羽が生えている。彼女自身もSRである。
《一騎刀千》御影葵（みかげ あおい）
声 - 伊藤静
サムライのような雰囲気を漂わせるポニーテールの少女。粒子操作のエクシードにより錬成した刀で戦う剣術の達人。紗夜たち下級生に先輩として厳格に接する。日向美海にひと目置いており互いにライバルとして切磋琢磨し合う仲。闇堕ちの時SRからEXRになった。
闇堕ち後は、青の世界に潜み4つの世界のエクストラが青の世界に満ちたことを知るや、紗夜達の前に現れる。紗夜達を圧倒するが駆け付けた日向に敗北し、正気に戻る。
《羽ばたく片翼》レミエル
声 - 悠木碧
赤の世界（テラ・ルビリ・アウロラ）から来た片翼の天使。奇跡を起こすエクシードを持つ。片翼にコンプレックスを抱くがαドライバーとリンクすることで光の翼が生える。闇堕ち時は闇の翼が生え常時両翼となり単独で飛行が可能となり喜ぶ。闇堕ちの影響で日頃抑圧していたエルエルへの独占欲を剥き出しにし、赤の世界を崩壊させようとするがエルエルの激しい説得により和解し戦わずに闇堕ちから解放された。そしてエルエルと同様「エールフレンド」（エクシードを借りることができる能力）に目覚めた。最終決戦では紗夜達に加勢する。
《戦術級決戦型アンドロイド》コードΩ33カレン
声 - 茅原実里
白の世界（システム=ホワイト=エグマ）から来たアンドロイド。セニアのことを妹と言っているが本当に妹かどうかは不明。
闇堕ち後は、白の世界の世界水晶の破壊を目的にし、白の世界に来たステラと対峙。セニアと融合し、防御システムを破壊するウイルスを駆使し世界水晶に迫る。追って来たステラを振り切るための行動が結果的に自身の体の崩壊を招くこととなるが、ギリギリの所でステラに救われ融合も解除された。正気に戻った後はDr.ミハイルやユーフィリアに解析や演算等で協力し、最終決戦では紗夜達に加勢する。
《無垢なる機械》SW=コードΩ46 セニア
声 - 花澤香菜
Dr.ミハイルに造られたブルーミングバトル用アンドロイド。闇堕ち後は、ステラを誘き寄せるため虚偽のSOS信号を送り、白の世界にて彼女と対峙する。以後はカレンと融合し、彼女と同様の経緯を辿る。
《ミリアルディア》アインス・エクスアウラ
声 - 佐倉綾音
緑の世界（グリューネシルト）から来た軍人。グリューネシルト統合軍の中でもトップクラス。
新兵時代はナイアの部下。人質奪還作戦の折、功を焦るあまり敵の罠に嵌り、最終的にナイアの部隊は撤退に追い込まれ、彼女を見つけることの出来なかったナイアが現在の物憂げな性格となる原因を作ってしまった。
緑の世界に来たナイアにかつて自分を見捨てたと断じ交戦する。彼女を追い詰めるも最後には敗北し正気に戻る。最終決戦では紗夜達に加勢する。
アゲハ・サナギ
声 - 上坂すみれ
マユカ・サナギの姉。妹想いであると同時に厳格な軍人であり、訓練時のミスには大事な妹といえど容赦なく体罰を与えながらも、厳しい訓練に親身になって付き合う。なお、2人の訓練場面は劇中で突然挿入される形式の寸劇であり、物語の本筋から離れた場で延々行われるコメディタッチのコントで本作におけるコメディリリーフである。
闇堕ち後は、アインスが緑の世界でナイアと戦闘中にマユカと共に青の世界に潜入し紗夜達を襲撃。彼女らを拘束し止めを刺す寸前までいくも、ナイアがアインスを倒した際の余波を受け正気に戻る。最終決戦では紗夜達に加勢する。
《グリム・フォーゲル》マユカ・サナギ
声 - 山本希望
アゲハ・サナギの妹。仲のいい姉妹ゆえ、訓練時にアゲハ・サナギを中佐と呼ばずお姉ちゃんと呼んでしまうため、その都度厳しくしごかれる。闇堕ちしたが姉と同様の経緯を辿る。最終決戦では紗夜達に加勢する。
《時の探求者》コードΩ00ユーフィリア
声 - 高橋李依
白の世界（システム=ホワイト=エグマ）のアンドロイド。とある理由から未来の世界から世界の崩壊を防ぐためにやって来た。
彼女自身もEXRである。
《暁の乙女》アウロラ
声 - 早見沙織
常識こそあるものの自分が何者かわからない。赤の世界の記憶喪失の少女。
後に記憶を取り戻して、赤の世界の女神として役割を果たす。
彼女自身もEXRである。
《未来を紡ぐ者》Dr.ミハイル
声 - 相沢舞
白の世界（システム・ホワイト・エグマ）から来た科学者でありアンドロイド開発の第一人者。SW=コードΩ46 セニアを作った張本人。世界崩壊（ワールドエンド）を回避し闇堕ちしたプログレスを助けるため、紗夜たちに各世界の調査を依頼した。αドライバーが凍結されたときは、クララたちと共に次元断層の調査をしていた。最終決戦ではエクストラが空間と時間を越えるエネルギーをαドライバー側ではなくプログレス側からエネルギーを注ぐことでαドライバーを解凍することに成功した。これにより、沙夜達の勝利に繋がった。彼女自身もSRである。ちなみにゲームアプリ、『アンジュ・ヴィエルジュ～ガールズバトル～』においてはアニメ化以前から活躍していた人物であり「第2風紀委員編」の主要ストーリーイベントなどに度々登場している。
クララ
声 - 佐藤沙耶
アニメオリジナルキャラクター。いつも状況を考えず色々言ってしまうタイプ。赤の世界の天使だそうだが、天使に生えている羽は確認できない。Dr.ミハイルと行動しαドライバーを封印している次元断層を調査していた。

### ゲーム版の登場キャラクター
上記アニメ登場人物以外。

#### 青の世界
《マルチサイキッカー》鳴海成未
声 - 中村繪里子
《炎神鬼》美伽・ブレイズダリク
声 - 堀江由衣
《天上から零れし姫君》月ノ宮赫夜
声 - 種﨑敦美
《うっかりニンジャガール》風魔忍
声 - 上坂すみれ
《学園のアイドル》小鳥遊希美
声 - 丹下桜
《夢想具現の描き手》遠薙深雪
声 - 能登麻美子
《蒼き銃士》那月琉花
声 - 南條愛乃
《しっかり者》榛名萌々代
《煌めく糸》加賀里茉理
《看板娘》風見餡子
声 - 伊瀬茉莉也
《魔法少女》高峰さくら
声 - 阿澄佳奈
《識る者》静宮蘭
《合格祈願》東雲梓美
《冬の聖夜》サマンサ・クロース
《青蘭の魔女》黒木由夢
《カメラ少女》遠山キャロル
《憧れの眼差し》清川咲
声-関根明良
《挫けない心》生嶋兎莉子
《神気集中》神薙千鳥
声 - 能登麻美子
《後輩》佐久良舞衣菜
《貴族》カトリーヌ・オベール
声 - 井口裕香
《水泳部》緒方深音
《料理部》天井苺
声 - 下田麻美
《氷の少女》ユリヤ・ロマノフスカヤ
声 - ジェーニャ
《全力疾走》土屋原はねる
声 - 松聖花
《必中の射手》志藤凛花
声 - 藤井ゆきよ
《ゲーマー少女》琴吹文
声 - 本多真梨子
《信じる力》音羽ツバサ
声 - 中上育実
『慈愛の守護者』岸部沙織
声 - 高本めぐみ

#### 黒の世界
《常闇を統べる魔女王》ミルドレッド
声 - ゆかな
《三千世界の千里眼》クレア・プロスペキア
声 - 斎藤千和
《森の預言者》リュミエール
声 - 小清水亜美
《ヒトに迫りし水晶姫》クルキアータ
声 - 水瀬いのり
《城上の暴虐令嬢》シャルロット
声 - 宝木久美
《十二杖》アルスメル
声 - 大西沙織
《閃煌の双角》カサンドラ
声 - 今井麻美
《漆黒の旋風》ウェンディ
声 - 小岩井ことり
《無垢なる者》ビオラ
《書を啓きし者》プリシラ
声 - 松下唯
《幻惑に咲く魔女》ロザリー
声 - 伊藤かな恵
《十二杖》ハイディ
《百影を纏う魔女》マリアン
《操り糸の人形師》ジュリア
《血塗れ女公爵》イザベーラ
《刻守りの鍵》サンドリア
声 - 明坂聡美
《霧に棲む魔物》モルガナ
《語りし古魔書》ルーナ・ルナ
《金色の隻竜眼》クラリッサ
声 - 山村響
《呪われし指先》イレーネス
声 - 桑島法子
《目醒めた淑女》アイリーン
《魔石を詠む者》オリヴィア
声 - 田中理恵
《幼き森の幻奏者》ステラ
《閉ざされし魔王》メルビナ
声 - 今井麻美
《這い寄る死人喚》サーシャ
声 - 榊原ゆい
《常識砕きの錬金師》ケイ
声 - 渋井美貴
《痺針の瞬雷》フランボワーズ
声 - 春名風花
《剣舞の月乙女》セレスティア
声 - 関根明良
《煌めく小彗星》アビー
声 - 内田彩
《毒夜の闇薔薇》リゼリッタ
声 - 生田善子

#### 赤の世界
《妖精帝》ティタニア
《祈りの聖角獣》ノルン・ラプラシア
声 - 渕上舞
《力天使》エクスシア
声 - 田中真奈美
《宵闇の女神》アマノリリス
声 - 茅原実里
《敬虔なるミシスの信徒》フェルティ
《封印弓の継承者》フェルノ・ガーディーヴァ
声 - 大坪由佳
《収穫の女神》ミシス
声 - 赤﨑千夏
《導きの大天使》ガブリエラ
《愛天使》アリエル
《豪胆の騎士》ヴィクトリカ
《西風の女神》セルフィー
声 - 洲崎綾
《聖剣の英雄》アーシア
声 - 井上麻里奈
《過去の女神》ウルーダ
《雪の妖精》ニーヴェ
《祝福の天使》ベネティアラ
《弾ける火花》イーニィ
《誓いの女神》ユラ
《慈しみの天使》アフィシエラ
《剣と勝負の女神》グラディーサ
声 - 田所あずさ
《森の聖女》フォーレンティーナ
声 - 桑島法子
《琥珀の妖精》アンバー
《舞踊娘》サルタビア
声 - 関根明良
《一角の乙女》ユニコルティア
《三日月の女神》ディアンナ
声 - 今井麻美
《堕天使》セシディット
声 - うのちひろ
《願いの天使》アンジェラ
声 - 下田麻美
《泉の妖精》ヴィヴィ
声 - 米澤円
《秩序の守護者》ヴァレリア
声 - 小林ゆう
《花の妖精》フローリア
声 - 原紗友里

#### 白の世界
《エアリアルマスター》コードΣ40シノン
声 - 小澤亜李
《完全無欠のアンドロイド》コードΣ46アリア
声 - 明坂聡美
《宇宙戦型アンドロイド》コードΣ43ニクス
《画面から出てこれる二次元嫁》ヴェノム666
声 - 佐倉綾音
《亜空間跳躍エースパイロット》リーナ＝リナーシタ
声 - 沢城みゆき
《エナジー注入吶喊ドリル娘》コードΩ55ペネル
声 - 村川梨衣
《万能なるシスコンアンドロイド》コード∑52テルル
声 - 釘宮理恵
《理を砕く者》タイプX=01アン
声 - 潘めぐみ
《武器職人》メルティ＝ロウ
《華麗なる闘士》コード∑37ミコナ
《無限の好奇心》コード∑44メニル
声 - 種田梨沙
《学園祭案内係》タイプHU-51ユア
《麗しき潜伏者》コード∑29ハイン
《勧善懲悪》タイプPU-22リン
声 - 田中理恵
《補給ロボ》コードΩ36ココノ
《オペレーター》システムNP＝ゼシカ
声 - 加藤英美里
《高速飛行》コード∑42エルル
《白衣の天使》タイプMU-21ナナ
声 - 福原綾香
《アイドル》タイプHU-39レラ
《ネコ型アンドロイド》コードΣ41キーン
《そそっかしいメイド》タイプHU-50ニナ
声 - 藤井アユ美
《オペレーター》コードΩ31オリガ
声 - 歩河みぃな
《甘えたがりの狙撃手》コードΩラウラ
声 - 丹下桜
《あがり症の格闘家》コードΣチカル
声 - 伊月ゆい
《旧タイプ》コード＝204ケイティ
声 - MAKO
《研究熱心な整備士》エルセア＝エコルダ
声 - 松来未祐

#### 緑の世界
《グリム・シュヴェルト》ラン・S・グリューネ
声‐小澤亜李
《エンドブレイザー》ナツナ・トオナギ
声 - 小岩井ことり
《蒼穹の双盾》ルルーナ・ゼンディア
声 - 植田佳奈
《真紅の閃槍》リーリヤ・ザクシード
声‐中村繪里子
《アーンヴァリウス》スレイ・ティルダイン
声 - 伊藤静
《フラゲルムノウン》ユニ・ジェミナス
声 - 喜多村英梨
《謎多き「緑」の少女》シルト・リーヴェリンゲン
声 - 中原麻衣

## 用語
プログレス
エクシードに目覚めた特殊能力者。ほぼ10代の女性にしか能力が目覚めていない。
エクシード
プログレスたちの持つ固有の特殊能力。
αドライバー
αフィールドを展開できる特殊能力者でありプログレスのパートナー。プログレスを強化しダメージを肩代わりする。その力はプログレスとの絆を築くほど強固になる。
作品としてはプレイヤーにあたる存在。基本的に男性のみが存在しているが、アニメ版においては女性のαドライバーが登場している。
αフィールド
αドライバーが発生させる保護フィールド。
ファントム
｢第2風紀委員｣編にて登場した敵対組織で青蘭島内にて暗躍している漆黒の仮面をつけたブログレス集団とされている。
ウロボロス
世界を滅ぼす存在。青蘭学園を狙う。世界水晶を破壊するため世界水晶のある青蘭学園やほかの世界を狙ってくる。
青蘭学園
青の世界・太平洋上の東京都の青蘭島にある、プログレスたちを集めた養成学園。
門（ハイロゥ）
青蘭学園上空に存在する5つの世界を繋ぐ門。
ブルーミングバトル
青蘭学園での模擬戦。模擬戦をすると世界の接近速度を緩和できる。
エクストラ
5つの世界の均衡を保っている可能性エネルギー。エクシードをぶつけ合うことで発生するもので、ブルーミングバトルはそのエクストラを生み出すためのもの。
闇堕ち（やみおち）
ウロボロスによって精神が暗黒化した悪のプログレス。ウロボロスがαドライバーを次元断層で封印しウロボロスの精神を転写、αドライバーとリンクしたプログレスに闇が逆流した。闇堕ちしたプログレスは瞳孔が赤く光り、感情が大幅に増幅し、非常に好戦的になり抑圧している本音を爆発させる。だが、αドライバーとプログレスとの絆が浅かった場合闇堕ちはしない。
5つの世界
青の世界 地球
今作の舞台。青蘭学園がある地球に酷似した世界。青蘭島にそれぞれの世界の門（ハイロゥ）が存在する。
黒の世界 闇に眠る黒姫の棺（ダークネス・エンブレイス）
ファンタジー風の世界。常に月がでていて常に夜。町並みも風景も漫画でてきそうな館。
赤の世界 テラ・ルビリ・アウロラ
七女神が統治するプレート状の大地が浮かぶ世界。世界水晶のある場所は七女神像がある。
白の世界 システム＝ホワイト＝エグマ
コロニーで生活するシステムに管理された世界。アンドロイドは人権が認められている。
緑の世界 グリューネシルト
地球に酷似した緑あふれる世界であったが環境の激変で荒廃してしまった。グリューネシルト統合軍が管理している。

## 主題歌
「Tears BREAKER」
作詞 - 畑亜貴 / 作曲・編曲 - 奥井康介 / 歌 - 鈴木このみ
「ユナイトライト」
作詞 - RUCCA / 作曲 - 菊田大介 / 編曲 - 岩橋星実 / 歌 - L.I.N.K.s

## メディア展開
TCGを中心に、スマートフォンアプリ、コミック、声優ユニットなどが展開されている。

### モバイルゲーム
アンジュ・ヴィエルジュ〜ガールズバトル〜
セガゲームス（後のセガ）より配信されたスマートフォン向けゲームアプリ。
2013年12月18日に『アンジュ・ヴィエルジュ〜第2風紀委員 ガールズバトル〜』のタイトルでサービスが開始され、前述のテレビアニメ版の放送に併せて2016年6月27日にメジャーアップデートを実施し現タイトルへ改題・リニューアルされた。
リニューアル前における展開エピソードは「第2風紀委員編」としてまとめられ、アニメ版放送以降のエピソードを「世界ノ敵編」として展開、続く2018年6月22日のアップデートにて新エピソード「護世界の少女編」が配信された。
2021年12月20日をもってサービスを終了した。
アンジュ・リリンク
アンジュ・ヴィエルジュの後継作、f4samuraiより2023年8月14日サービス開始。2024年10月8日をもってサービスを終了した。

登場人物
ここではリニューアル前の主要エピソードである「第2風紀委員編」より登場している主要人物を紹介。なお、TVアニメ版にもモブとして一部のキャラが登場している。

第2風紀委員会
《遥か煒く全力少女》東条遥
声 - 中上育実
リニューアル前メインストーリーである「第2風紀委員編」の主人公。
《穢れ無き姿聖女の如く》クラリス・エーテルライト
声 - 米澤円
《水も滴る最終兵器》アクエリア
声 - MAKO
《眠れる魔界黙示録》テオドーチェ
声 - 内田彩
《親愛なる旅の果てに》セナ・ユニヴェール
声 - 沢城みゆき
風紀委員会
《孤独を愛でる守護天使》キヌエ・カンナミラ
声 - 高本めぐみ
《咲き誇る黒百合のように》マリオン・マリネール
声 - 生田善子
《自称天使は祈らない》シャム
声 - 久保ユリカ
《幼き科学の因果律》レイナ・メサ
声 - 原紗友里
レボ部
《生徒会長宣言》椎名あずさ
声 - 悠木碧
《インビジブル・スペック》鶴谷由唯
声 - 赤﨑千夏
《副生徒会長筆頭》ユノ・フォルティシモ
声 - 能登麻美子
《あっかんべー》シャティー・ティファール
声 - 茅原実里
《最高権力庶務予定》コードΣ43メルト
声 - 山村響
《ケットシーの獣人》リク・エルキュール
声 - 久保ユリカ
エボ部
《スタンピード》ラグナ
声 - 種﨑敦美
《エンパス》ゼファー
声 - 小清水亜美
《秘密をまとう》セントレイ
声 - 植田佳奈
その他
《新米熱血年齢不詳》安堂環
声 - 相澤舞
《風紀委員》東条悠
声 - 南條愛乃
《母性溢れる兄思い》千尋
声 - 新田恵海
《誘惑少女》新田由美
声 - 小見川千明
《ドジっ娘ジャーナリスト》沖田奈央
声 - 飯田里穂
《右往左往》宗像睦心
声 - 伊月ゆい
《研究一筋》レティシア
声 - 伊藤かな恵
《100％努力の研究開発》リーチェ・ホルスタイン
声 - 松来未祐
《教官少女》リサングリア＝カミュ
声 - 飯田里穂
以下のキャラはクエストストーリー及びイベントストーリーのみ登場。
PAO-0098 ジョージ
声 -
藤平正義
声 - なし
PAO-0777 ジョヴァンニ
声 - なし
ジョルジオ
声 - なし
ジュリアーナ
声 - なし
ジェラルド
声 - なし
コラボレーション
過去において次の作品とのコラボイベントが行われ、一部のキャラがブログレスとして登場した(1部例外あり)。
- IS 〈インフィニット・ストラトス〉
- 怪獣娘
- 機巧少女は傷つかない
- グリモア -私立グリモワール学園-[9]
- くまモン[10]
- この素晴らしい世界に祝福を!2
- 最弱無敗の神装機竜
- ゼロの使い魔
- 超次元ゲイム ネプテューヌ
- ハイスクールD×D HERO
- ハイスクール・フリート
- 初音ミク
- Fate/kaleid liner プリズマ☆イリヤ ドライ
- 変態王子と笑わない猫
- ポッピンQ
- マクロスΔ
- まよチキ!
- 結城友奈は勇者である

### 声優ユニット
L.I.N.K.s
声優ユニット。メンバーは相坂優歌、石原舞、高橋李依、生田善子、山本希望の5名。

### 小説
- 海羽超史郎（著）・Nidy-2D-（イラスト）『プログレス・イヴ Ange Chronicle Side:BLACK』、KADOKAWA〈富士見ファンタジア文庫〉
  1. 2013年10月19日発売、ISBN 978-4-04-712921-4
- 野島けんじ（著）・水沢深森（イラスト）『蒼き箱庭のプログレス Ange Chronicle Side:BLUE』、KADOKAWA〈MF文庫J〉
  1. 2013年10月25日発売、ISBN 978-4-04-066040-0
  2. 2014年2月25日発売、ISBN 978-4-04-066316-6
  3. 2014年6月25日発売、ISBN 978-4-04-066785-0

### 漫画
「アンジュ・ヴィエルジュ プルミエ」を月刊コミックアライブにて、「アンジュ・ヴィエルジュ リンケージ」をドラゴンエイジにて、「アンジュ・ヴィエルジュ cross L.I.N.K.s」を電撃G'sコミックにて、「アンジュ・ヴィエルジュぷらす!」をコミックNewtypeにて連載する。
- rory『アンジュ・ヴィエルジュ プルミエ』、KADOKAWA〈MFコミックス アライブシリーズ〉、2014年3月22日発売、ISBN 978-4-04-066298-5
- 駒尾真子（原作）・吉岡榊（作画）『アンジュ・ヴィエルジュ リンケージ』、KADOKAWA〈ドラゴンコミックスエイジ〉
  1. 2014年10月9日発売、ISBN 978-4-04-070338-1
  2. 2015年3月9日発売、ISBN 978-4-04-070532-3
- 吉岡榊『アンジュ・ヴィエルジュ cross†L.I.N.K.s』、KADOKAWA（電撃コミックスNEXT）、2016年7月26日発売、ISBN 978-4-048-92229-6
- 八色『アンジュ・ヴィエルジュぷらす!』、2016年7月11日 - 9月26日配信、未単行本化

### テレビアニメ
2016年7月より9月まで放送された。
男性のみとされていたαドライバーの性別に女性を組み込んだりと、アニメ独自の要素を取り入れている。また、各話頻繁に入浴シーンを取り入れている。
当アニメ版ではアニメオリジナルのプログレス5人を中心に描く。

#### スタッフ
- 原作 - KADOKAWA / セガ
- 監督・キャラクターデザイン - 田村正文
- シリーズ構成・脚本 - 高山カツヒコ
- キャラクター原案 - 涼香、ぽよよん♥ろっく、三嶋くろね、つなこ、トモセシュンサク、ササギコウシ
- アクション監修 - 丹羽信礼
- 美術監督 - 諸熊倫子
- 色彩設計 - 岡亮子
- 撮影監督 - 佐藤敦
- 3D監督 - 須藤悠
- 編集 - 坪根健太郎
- 音響監督 - 長崎行男
- 音楽 - 若林タカツグ
- 音楽制作 - KADOKAWA
- 音楽プロデューサー - 山森篤
- プロデューサー - 石上丈太郎、田村淳一郎、石黒孝佳、保戸塚哲也、斉藤誠記、松村俊輔、福田順
- アニメーションプロデューサー - 金子逸人、加藤章
- アニメーション制作 - SILVER LINK. / CONNECT
- 製作 - アンジュ・ヴィエルジュ・フィルムパートナーズ（KADOKAWA、セガゲームス、創通、SILVER LINK.、クロックワークス）

#### 主題歌（アニメ）
オープニングテーマ「Love is MY RAIL」
作詞 - 畑亜貴 / 作曲・編曲 - 白戸佑輔 / 歌 - 鈴木このみ
エンディングテーマ「Link with U」
作詞 - RUCCA / 作曲・編曲 - 岩橋星実 / 歌 - L.I.N.K.s（相坂優歌、石原舞、高橋李依、生田善子、山本希望）

#### 各話リスト
| 話数   | サブタイトル            | 絵コンテ        | 演出            | 作画監督                                                             | 総作画監督 |
| ------ | ----------------------- | --------------- | --------------- | -------------------------------------------------------------------- | ---------- |
| 第1話  | はじまりの可能性        | 田村正文        | 田村正文        | 橋本真希、古川英樹                                                   | 滝本祥子   |
| 第2話  | 憧れの背中              | 田村正文        | 矢花馨 千葉孝幸 | 飯泉俊臣、水野隆宏 KWON YONG SANG、小川浩司                          | 滝本祥子   |
| 第3話  | 絆の代償                | 田村正文        | 田村正文        | 大橋圭、井嶋けい子、さのえり 村上竜之介、冨田佳亭 山本亮友、竹森由加 | 滝本祥子   |
| 第4話  | 闇を灼く炎              | あきとし        | 鈴木輪流郎      | 大庭小枝、伊集院健 Han seung hui、Ahn hyou jeong                     | 原友樹     |
| 第5話  | 紅蓮の脈動              | 竹之内和久      | 新子太一        | 簾畑由実、石井ゆみこ                                                 | 原友樹     |
| 第6話  | 嘘の笑顔                | 矢花馨 田村正文 | 矢花馨          | 飯泉俊臣、小川浩司 筆坂明規、吉田肇                                  | 滝本祥子   |
| 第7話  | 本当のともだち          | 二瓶勇一        | 小柴純弥        | 塚本歩、大橋圭、村上竜之介 さのえり、山本亮友                        | 滝本祥子   |
| 第8話  | 愛しさの理由            | あきとし        | 川西泰二        | 大庭小枝、紺之さとひ Han seung hui、Ahn hyou jeong                   | 原友樹     |
| 第9話  | 誰よりも速く            | 田村正文        | 福多潤          | 向川原憲、橋本真希、王益                                             | 原友樹     |
| 第10話 | 零れた想い              | 矢花馨 田村正文 | 矢花馨          | 飯泉俊臣、吉田肇、千葉孝幸 小川浩司、KWON YONG SANG                  | 滝本祥子   |
| 第11話 | 残された可能性          | 田村正文        | 田村正文        | 明珍宇作、遠藤大輔 村上竜之介、石富結依奈                            | 原友樹     |
| 第12話 | 私は、あなたと進化する― | 田村正文        | 田村正文        | 橋本真希、井嶋けい子、飯泉俊臣 千葉孝幸、原友樹、向川原憲            | 滝本祥子   |

#### 放送局
| 放送期間                | 放送時間                     | 放送局     | 対象地域 | 備考                      |
| ----------------------- | ---------------------------- | ---------- | -------- | ------------------------- |
| 2016年7月10日 - 9月25日 | 日曜 1:30 - 2:00（土曜深夜） | TOKYO MX   | 東京都   |                           |
|                         |                              | KBS京都    | 京都府   |                           |
|                         | 日曜 2:20 - 2:50（土曜深夜） | テレビ愛知 | 愛知県   |                           |
| 2016年7月11日 - 9月26日 | 月曜 1:00 - 1:30（日曜深夜） | BSフジ     | 日本全域 | BS放送                    |
|                         | 月曜 1:30 - 2:00（日曜深夜） | サンテレビ | 兵庫県   |                           |
| 2016年7月15日 - 9月30日 | 金曜 0:00 - 0:30（木曜深夜） | AT-X       | 日本全域 | CS放送 / リピート放送あり |

#### BD / DVD
| 巻 | 発売日         | 収録話         | 規格品番  | 規格品番   |
| 巻 | 発売日         | 収録話         | BD初回版  | DVD初回版  |
| -- | -------------- | -------------- | --------- | ---------- |
| 1  | 2016年10月28日 | 第1話 - 第4話  | KAXA-7421 | KABA-10495 |
| 2  | 2016年12月21日 | 第5話 - 第8話  | KAXA-7422 | KABA-10496 |
| 3  | 2017年2月24日  | 第9話 - 第12話 | KAXA-7423 | KABA-10497 |